# Pronophilina
De Pronophilina zijn een subtribus van vlinders in de geslachtengroep Satyrini van onderfamilie Satyrinae.

## Geslachten
| - Pronophila Doubleday, 1849 - = Mygona Westwood, 1851 - Altopedaliodes Forster, 1964 - Antopedaliodes Forster, 1964 - Apexacuta Pyrcz, 2004 - Argyrophorus Blanchard, 1852 - Arhuaco Adams & Bernard, 1977 - Auca Hayward, 1953 - Calisto Hübner, 1823 - Cheimas Thieme, 1907 - Chillanella Herrera, 1966 - Corades Hewitson, 1849 - = Corades Doubleday, 1848 (nomen nudum) - = Panarche Thieme, 1907 - Corderopedaliodes Forster, 1964 - Cosmosatyrus C. & R. Felder, 1867 - Daedalma Hewitson, 1858 - Dangond Adams & Bernard, 1979 - Diaphanos Adams & Bernard, 1981 - Drucina Butler, 1872 - Druphila Pyrcz, 2004 - Elina Blanchard, 1852 - Eretris Thieme, 1905 - Etcheverrius Herrera, 1965 - Eteona Doubleday, 1848 - Faunula C. & R. Felder, 1867 - Foetterleia Viloria, 2004 - = Foetterleia Viloria, 2003 (nom. nud.) - Gyrocheilus Butler, 1867 - Haywardella Herrera, 1966 - Homoeonympha C. & R. Felder, 1867 - = Stygnus Felder & Felder, 1867 - = Stygnolepis Strand, 1942 - = Erebina Bryk, 1944 - Ianussiusa Pyrcz & Viloria, 2004 - Idioneurula Strand, 1932 - = Idioneura Felder & Felder, 1867 - Junea Hemming, 1964 - = Polymastus Thieme, 1907 - Lasiophila C. & R. Felder, 1859 - Lymanopoda Westwood, 1851 - = Sarromia Westwood, 1851 - = Zabirnia Hewitson, 1877 - = Trophonina Röber, 1889 - Manerebia Staudinger, 1897 - = Penrosada Brown, 1944 - = Posteuptychia Forster, 1964 | - Mygona Thieme, 1907 - Nelia Hayward, 1953 - Neomaenas Wallengren, 1858 - = Stibomorpha Butler, 1874 - Neomaniola Hayward, 1949 - = Pseudomaniola Weymer, 1890 - Neopedaliodes Viloria, Miller & Miller, 2004 - = Neopedaliodes Viloria, 2002 (nom. nud.) - Neosatyrus Wallengren, 1858 - Oxeoschistus Butler, 1867 - = Dioriste Thieme, 1907 - Palmaris Herrera, 1965 - Pampasatyrus Hayward, 1953 - = Pseudocercyonis Miller & Emmel, 1971 - Pamperis Heimlich, 1959 - Panyapedaliodes Forster, 1964 - = Muscopedaliodes Forster, 1964 - Paramo Adams & Bernard, 1977 - Parapedaliodes Forster, 1964 - Pedaliodes Butler, 1867 - Pherepedaliodes Forster, 1964 - Physcopedaliodes Forster, 1964 - Praepedaliodes Forster, 1964 - Praepronophila Forster, 1964 - Proboscis Thieme, 1907 - Protopedaliodes Viloria & Pyrcz, 1994 - Pseudomaniola Weymer, 1890 - = Catargynnis Röber, 1892 - Punapedaliodes Forster, 1964 - Punargentus Heimlich, 1963 - Quilaphoetosus Herrera, 1966 - Redonda Adams & Bernard, 1981 - Sabatoga Staudinger, 1897 - = Zapatoca Apolinar, 1924 - Sierrasteroma Adams & Bernard, 1977 - Spinantenna Hayward, 1953 - Steremnia Thieme, 1905 - = Pseudosteroma Weymer, 1912 - Steroma Westwood, 1850 - Steromapedaliodes Forster, 1964 - = Steropoda Thieme, 1905 - Stuardosatyrus Herrera & Etcheverry, 1965 - Tamania Prycz, 1995 - Tetraphlebia C. & R. Felder, 1867 - Thiemeia Weymer, 1912 |